# Iwan Razdolski
Iwan Jakowlewicz Razdolski (ros. Иван Яковлевич Раздольский, ur. 3 czerwca 1880, zm. 1962) – rosyjski lekarz neurolog.
Studiował medycynę na Akademii Medyko-Chirurgicznej w Sankt Petersburgu, tytuł doktora medycyny otrzymał w 1919 roku. Do 1921 roku był asystentem w klinice neurologicznej. Studiował za granicą, w Berlinie. W 1923 roku zaczął praktykować w Leningradzie, od 1925 roku w Szpitalu im. Miecznikowa. W 1933 roku objął katedrę neurologii w 2. Leningradzkim Instytucie Medycznym, od 1947 roku profesor w Leningradzkim Medycznym Instytucie Sanitarno-Higienicznym. Od 1946 roku członek Medycznej Akademii Nauk ZSRR.